# Aristolochia oranensis
Aristolochia oranensis là một loài thực vật có hoa trong họ Aristolochiaceae. Loài này được Ahumada mô tả khoa học đầu tiên năm 1968.